# Antonia l'Aînée
Pour les articles homonymes, voir Antonia.
Antonia l’Aînée (en latin Antonia Maior, août-septembre 39 av. J.-C. – v. 25 ap. J.-C.) est la fille aînée de Marc Antoine et d'Octavie la Jeune (sœur d'Octave, le futur empereur Auguste). Elle est ainsi appelée par opposition à sa sœur cadette Antonia la Jeune (Antonia Minor). Antonia est la nièce de l’empereur Auguste, une cousine par alliance de l’empereur Tibère, la grand-tante paternelle de l’empereur Caligula, la tante maternelle et la grand-tante par alliance de l’empereur Claude et la grand-mère paternelle de l’empereur Néron.

## Biographie
Antonia est née à Athènes et après 36 av. J.-C., elle rentra à Rome avec sa mère et ses frères et sœurs. Elle fut élevée par sa mère, son oncle et sa tante, Livie. Selon Dion Cassius, après la mort de son père, Auguste permit qu’elle et sa plus jeune sœur jouissent des propriétés paternelles à Rome.
Antonia était tenue en haute estime tout comme sa sœur Antonia la Jeune qui était réputée pour sa beauté et sa vertu.
Il est cependant important de noter qu'elle n'est pas en réalité l'aînée des filles de Marc Antoine à se prénommer « Antonia ». En effet, du second mariage de son père avec Antonia Hybrida Minor, fille de Caius Antonius Hybrida, était née une première fille, Antonia de Trallès (dite aussi « Antonia Evergète »), la mère de Pythodoris de Trallès, souveraine du royaume du Pont. Dans ce cas, Antonia Maior serait en fait la seconde Antonia.
En 25 av. J.-C., elle se marie à Lucius Domitius Ahenobarbus, consul en 16 av. J.-C..
Ses enfants sont :
- Domitia Lepida Major qui épousa Decimus Haterius Agrippa et eut un fils Quintus Haterius Antoninus. Domitia épousa Caius Sallustius Crispus Passienus, proconsul d’Asie et consul en 44 ;
- Lucius Domitius Aenobarbus, peut être représenté sur l'Ara Pacis, mort jeune ;
- Cnaeus Domitius Ahenobarbus. Consul en 32, il épousa sa cousine Agrippine la Jeune en 28. Agrippine et Domitius sont les parents de l’empereur Néron ;
- Domitia Lepida Minor. Elle épousa d’abord son cousin, le consul Marcus Valerius Messalla Barbatus de qui elle eut une fille, l’impératrice Messaline, troisième épouse de l’empereur Claude. Après la mort de son premier mari, elle épousa Faustus Cornelius Sulla et lui donna un fils Faustus Cornelius Sulla Felix qui deviendra consul en 52. Au début du règne de Claude, elle épousa Caius Appius Iunius Silanus qui fut exécuté en 42.

Des érudits pensent que Lucius Domitius Aenobarbus  et sa sœur aînée Domitia sont représentés sur l’autel de la paix d'Auguste. La femme derrière eux serait peut-être Antonia Maior et l’homme à côté de cette dernière Lucius Domitius Ahenobarbus.
Certains pensent qu’Antonia mourut avant 25. Ronald Syme pour sa part, utilise un texte de Sénèque l'Ancien pour indiquer qu’Antonia était encore en vie en 33 ap. J.-C.